# Jamendo
Jamendo is een muziekplatform en community opgericht in 2005 waar muzikanten gratis hun muziek aanbieden. De muziek is gelicentieerd onder Creative Commons, waardoor het gratis en legaal te beluisteren en te downloaden is. Daarnaast kunnen leden recensies over de albums schrijven en is er ook een forum.
De naam is afkomstig van een fusie tussen twee muzikale termen namelijk "jam session" en "crescendo".
De website is beschikbaar in zeven verschillende talen: Engels, Frans, Duits, Italiaans, Pools, Spaans, Russisch en Portugees. Jamendo werd opgericht door Sylvain Zimmer, Pierre Gérard en Laurentz Kratz. Oorspronkelijk was de site in het Frans.